# Janusz Roszkowski (inżynier)
Janusz Ryszard Roszkowski (ur. 19 czerwca 1935 w Krzyżówkach, zm. 25 maja 2021) – polski prof. dr hab., zajmujący się problematyką górnictwa i geologii inżynierskiej, specjalista w obszarze aerologii górniczej oraz zagrożenia metanowego i pożarowego w górnictwie, profesor Akademii Górniczej i Hutniczej im. Stanisława Staszica w Krakowie

## Życiorys
Był absolwentem Technikum Górniczego w Bytomiu (1954). W 1959 r. ukończył z wyróżnieniem studia na Wydziale Górniczym AGH, po czym został tam zatrudniony jako asystent. Stopień doktora uzyskał na tymże wydziale w 1963 r. na podstawie rozprawy pt. „Wpływ czynników górniczo-technicznych na powstawanie pożarów endogenicznych w kopalniach węgla kamiennego w świetle badań statystycznych”, przygotowanej pod kierunkiem prof. Stanisława Knothego. Po habilitacji w 1968 r. został awansował na stanowisko docenta. W 1976 r. uzyskał tytuł profesora nadzwyczajnego, a w 1986 r. zwyczajnego  nauk technicznych. Pracował w Katedrze Górnictwa Podziemnego na Wydziale Górnictwa i Geoinżynierii AGH, którą kierował od 1997 r. Od 1975 do 1978 r. był dziekanem Wydziału Górniczego AGH, a w latach 1987–1997 pełnił funkcję dyrektora Instytutu Górnictwa Podziemnego.
Był przewodniczącym rady naukowej Instytutu Mechaniki Górotworu PAN, zastępcą przewodniczącego Komitetu Górnictwa PAN oraz członkiem Komisji Nauk Technicznych PAU. Był też członkiem Centralnej Komisji do Spraw Stopni i Tytułów w sekcji nauk technicznych.

## Odznaczenia
Otrzymane odznaczenia:
- Krzyż Kawalerski, Oficerski i Komandorski[4] Orderu Odrodzenia Polski
- Medal Komisji Edukacji Narodowej
- Nagroda im. prof. W. Budryka
- Nagroda im. prof. H. Czeczotta
- Złota Odznaka za pracę społeczną dla Miasta Krakowa
- Złota i Srebrna Odznaka za pracę społeczna dla województwa katowickiego
- Złota i Srebrna Odznaka „Zasłużony dla Górnictwa PRL”.